# Ecitoninae
Sous-famille
Les Ecitoninae sont une sous-famille de fourmis.
La plupart des fourmis légionnaires d'Amérique appartiennent à cette sous-famille, qui est divisée en deux groupes, la tribu des Cheliomyrmecini et celle des Ecitonini. La première contient uniquement le genre Cheliomyrmex, et la tribu Ecitonini contient quatre genres, Neivamyrmex, Nomamyrmex, Labidus, et Eciton, le genre dont découle le nom de la sous-famille (Brady, 2003, Tree of Life). Le genre Neivamyrmex est le plus grand de tous les genres de fourmis légionnaires, et contient quelque 120 espèces, toutes aux États-Unis. L'espèce prédominante d'Eciton est Eciton burchellii, dont le nom commun est fourmi légionnaire et qui est considérée comme une espèce archétype.

## Liste des tribus
Selon ITIS:
- tribu des Cheliomyrmecini
- tribu des Ecitonini